# Anna Wiktorowna Wjachirewa
Anna Wiktorowna Wjachirewa (russisch Анна Викторовна Вяхирева; englisch Anna Vyakhireva; * 13. März 1995 in Wolgograd) ist eine russische Handballspielerin.

## Karriere

### Im Verein
Wjachirewa ist in Wolgograd geboren, jedoch zog ihre Familie kurze Zeit später nach Toljatti. Als Wjachirewa etwa sechs Jahre alt war, begann sie das Handballspielen. Anfangs wurde sie von ihrem Vater trainiert, der sie auf Linkshändigkeit umerzog, um ihre sportlichen Perspektiven zu erhöhen.
Wjachirewa unterschrieb im Jahr 2011 ihren ersten Profivertrag beim russischen Erstligisten Swesda Swenigorod. Mit Swesda Swenigorod nahm sie am Europapokal der Pokalsieger 2011/12 und an der EHF Champions League 2012/13 teil. 2014 gewann sie mit Swesda den russischen Pokal. Anschließend wechselte sie zum Ligakonkurrenten GK Astrachanotschka. Mit Astrachanotschka gewann sie 2016 die russische Meisterschaft. Zusätzlich wurde Wjachirewa zum MVP sowie zur besten rechten Rückraumspielerin der Saison 2015/16 gewählt. Anschließend wechselte sie zum russischen Erstligisten GK Rostow am Don. Mit Rostow gewann sie 2017 den EHF-Pokal, 2017, 2018, 2019 und 2020 die russische Meisterschaft, 2017, 2018, 2019, 2020 und 2021 den russischen Pokal sowie 2016, 2017, 2018, 2019 und 2020 den russischen Supercup. Im August 2021 legte sie eine Pause ein.
Wjachirewa gab am 15. März 2022 ihr Comeback im Punktspiel gegen PGK ZSKA Moskau, gegen den sie elf Treffer erzielte. Anschließend gewann Wjachirewa 2022 die russische Meisterschaft, wobei sie im Hin- und Rückspiel des Meisterschaftsfinales gegen PGK ZSKA Moskau insgesamt 21 Treffer erzielte. Zur Saison 2022/23 wechselte Wjachirewa zum norwegischen Erstligisten Vipers Kristiansand. Mit den Vipers gewann sie in den Spielzeiten 2022/23 und 2023/24 die norwegische Meisterschaft, in den Spielzeiten 2022/23 und 2023/24 den norwegischen Pokalwettbewerb sowie in der Spielzeit 2023/24 die EHF Champions League. Beim Final Four der EHF Champions League 2023 wurde sie zum MVP gewählt. Seit der Saison 2024/25 steht sie beim französischen Erstligisten Brest Bretagne Handball unter Vertrag.

### In Auswahlmannschaften
Wjachirewa machte im Jahr 2009 erstmals international auf sich aufmerksam, als sie als 14-jährige in das All-Star-Team der U-17-Europameisterschaft gewählt wurde. Mit der russischen Auswahl unterlag sie im Finale gegen Dänemark. Zwei Jahre später traf sie im Finale der U-17-Europameisterschaft erneut auf Dänemark, jedoch gelang ihr diesmal die Revanche. Wjachirewa erzielte im Turnierverlauf insgesamt 25 Treffer und wurde erneut in das All-Star-Team berufen. Im darauffolgenden Jahr nahm sie sowohl an der U-18-Weltmeisterschaft als auch an der U-20-Weltmeisterschaft teil. Im Finale der U-18-WM erzielte Wjachirewa, die zum MVP des Turniers gewählt wurde, bei der 26:27-Niederlage gegen Dänemark acht Treffer. Bei der U-20-WM wurde sie auf der Position Rückraum rechts in das All-Star-Team berufen.
Wjachirewa lief mit der russischen Juniorinnen-Nationalmannschaft bei der U-19-Europameisterschaft 2013 auf, bei der sie den Titel gewann. Darüber hinaus wurde sie zum MVP des Turniers gewählt. Am 23. Oktober 2013 gab sie in einem EM-Qualifikationsspiel zur EM 2014 ihr Debüt für die russische A-Nationalmannschaft. In ihrem Debütspiel erzielte Wjachirewa zwei Treffer gegen die deutsche Nationalmannschaft. Im folgenden Jahr gewann sie die Silbermedaille bei der U-20-Weltmeisterschaft. Wjachirewa erzielte 49 Treffer, bereitete 16 Tore vor und wurde in das All-Star-Team gewählt. Wjachirewa gewann mit der russischen Studentenauswahl die Goldmedaille bei der Universiade 2015 in Gwangju. Im Finale gegen Südkorea warf sie zwölf Tore.

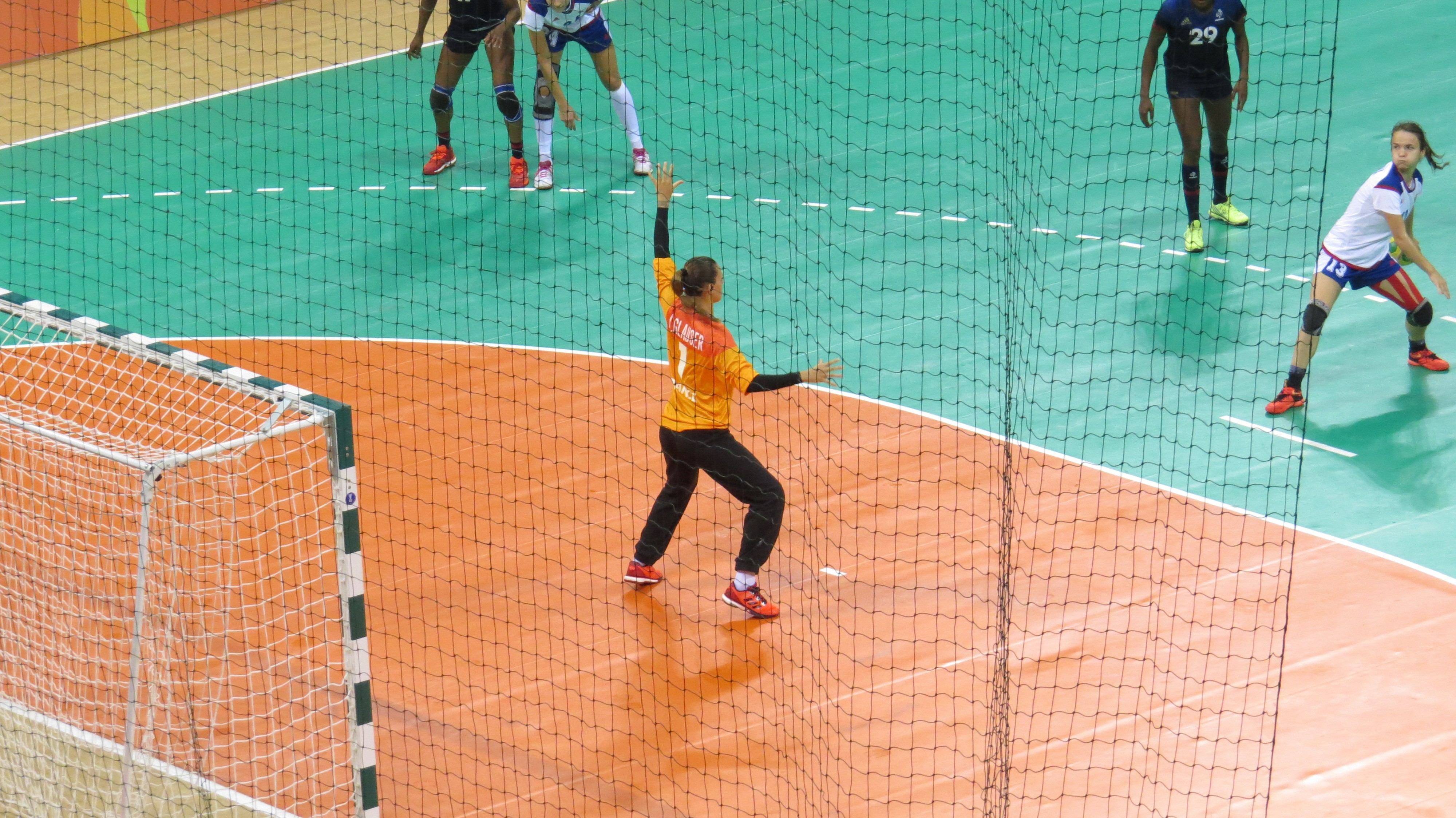
Wjachirewa bei der Ausführung eines Siebenmeters

Wjachirewa lief bei der Weltmeisterschaft 2015 erstmals mit der russischen Nationalmannschaft bei einem Großturnier auf. Mit 52 Treffern belegte sie gemeinsam mit der Polin Karolina Kudłacz-Gloc den dritten Platz in der Torschützenliste. Ihren ersten großen internationalen Erfolg im Erwachsenenbereich gelang im Jahr 2016, als sie mit Russland die Goldmedaille bei den Olympischen Spielen 2016 in Rio de Janeiro errang. Wjachirewa war mit 36 Toren und 23 Torvorlagen eine der Führungsspielerin ihrer Mannschaft und wurde einmal mehr zum MVP des Turniers gewählt. Die am Jahresende ausgetragene Europameisterschaft verlief für Wjachirewa, die mit 44 Treffern die torgefährlichste russische Akteurin war, mit dem siebten Platz weniger erfolgreich. Wjachirewa hielt sich mit der russische Auswahl schadlos in der Gruppenphase der Weltmeisterschaft 2017 und zog als Gruppenerster in das Achtelfinale ein. Nach einem Erfolg gegen Südkorea schied Russland im Viertelfinale gegen den späteren Vizeweltmeister Norwegen aus.
Wjachirewa errang bei der Europameisterschaft 2018 die Silbermedaille. Sie trug 43 Treffer zum Erfolg bei und wurde mit dem MVP-Titel ausgezeichnet. Ein Jahr später gewann sie mit der russischen Auswahl die Bronzemedaille bei der Weltmeisterschaft. Wjachirewa erzielte 45 Treffer, bereitete 62 Treffer vor und wurde in das All-Star-Team gewählt. Im Jahr 2020 musste Wjachirewa aufgrund einer Rückenverletzung die Teilnahme an der Europameisterschaft absagen. Mit der russischen Auswahl gewann sie die Silbermedaille bei den Olympischen Spielen in Tokio. Wjachirewa erzielte im Turnierverlauf insgesamt 43 Treffer. Sie wurde zusätzlich in das All-Star-Team gewählt und als MVP gekürt.

### Erfolge
- russische Meisterin: 2016, 2017, 2018, 2019, 2020 und 2022
- russische Pokalsiegerin: 2014, 2017, 2018, 2019, 2020 und 2021
- russischer Supercupsieger: 2016, 2017, 2018, 2019 und 2020
- norwegische Meisterin: 2023 und 2024
- norwegische Pokalsiegerin: 2022 und 2023
- Siegerin der EHF Champions League: 2023
- EHF-Pokalsiegerin: 2017
- Goldmedaille bei der U-17-Europameisterschaft: 2011
- Silbermedaille bei der U-17-Europameisterschaft: 2009
- Silbermedaille bei der U-18-Weltmeisterschaft: 2012
- Goldmedaille bei der U-19-Europameisterschaft: 2013
- Silbermedaille bei der U-20-Weltmeisterschaft: 2014
- Goldmedaille bei der Universiade: 2015
- Goldmedaille bei den Olympischen Spielen: 2016
- Silbermedaille bei den Olympischen Spielen: 2020
- Silbermedaille bei der Europameisterschaft: 2018
- Bronzemedaille bei der Weltmeisterschaft: 2019

### Auszeichnungen

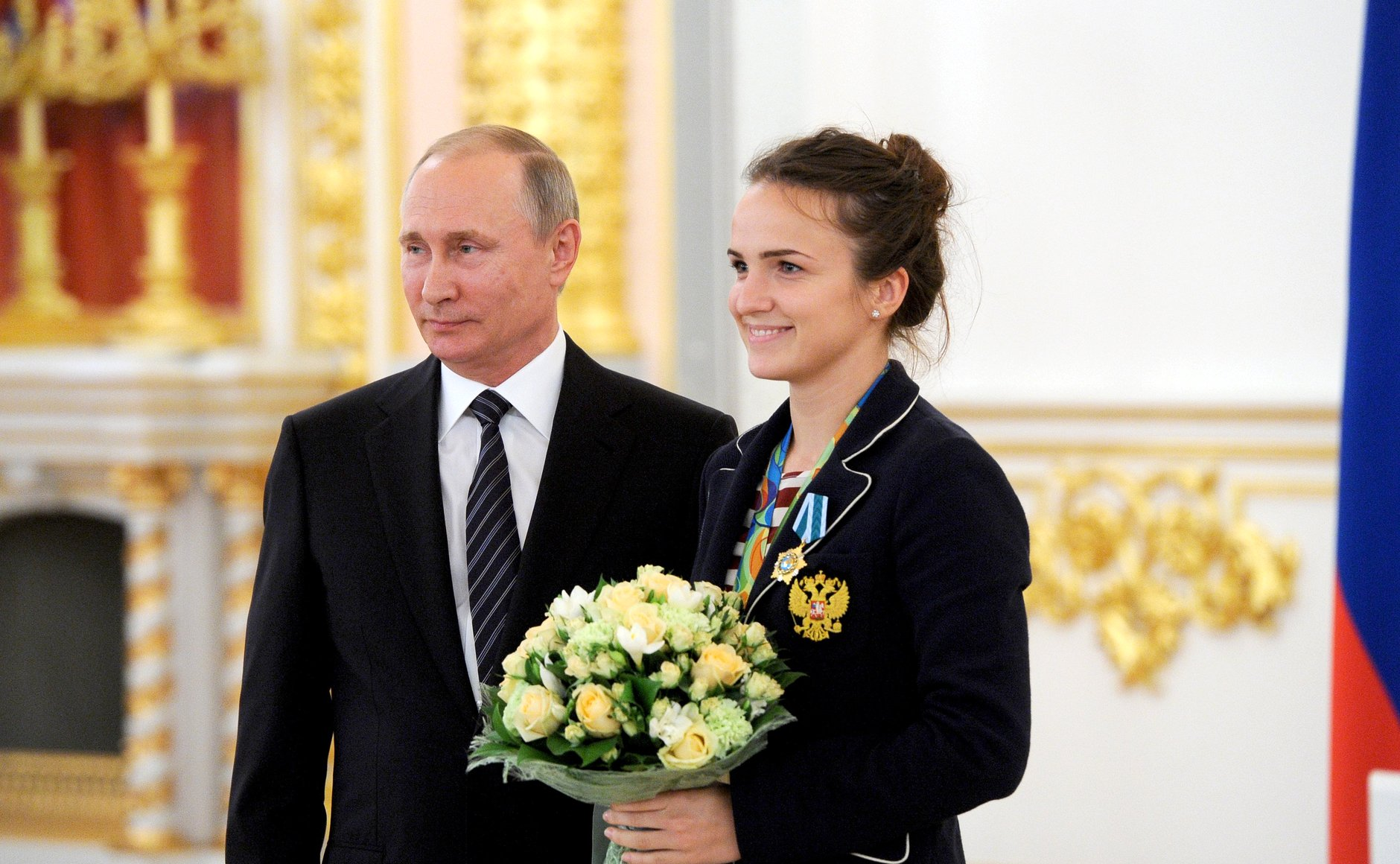
Wjachirewa beim Erhalt des Ordens der Freundschaft mit Wladimir Putin

- Wahl zum MVP: 2012 (U-18-WM), 2013 (U-18-EM), 2016 (Olympia), 2018 (EM), 2020 (Olympia)
- Wahl in das Allstar-Team: 2009 (U-17-EM), 2011 (U-17-EM), 2012 (U-20-WM), 2014 (U-20-WM), 2019 (WM), 2020 (Olympia)
- Wahl zum MVP und zur besten rechten Rückraumspielerin der russischen Superliga: 2015/16
- MVP des Final Four der EHF Champions League: 2023
- Orden der Freundschaft: 2016[7]
- Verdienstorden für das Vaterland: 2021[44]

Bei den EHF Excellence Awards im Jahr 2024 wurde sie als beste rechte Rückraumspielerin der zurückliegenden Spielzeit ausgezeichnet.

## Privates
Ihre ältere Schwester Polina Kusnezowa spielt ebenfalls Handball.